# Tonino Zorzi
Antonio Zorzi, soprannominato Tonino o Paròn (Gorizia, 10 giugno 1935 – Gorizia, 19 agosto 2023), è stato un cestista e allenatore di pallacanestro italiano.
Dal 2011 fa parte dell'Italia Basket Hall of Fame. È stato eletto miglior giocatore della Pallacanestro Varese di ogni tempo.
Ha disputato 22 presenze in Nazionale, con la cui maglia ha disputato gli Europei del 1953 e del 1965. Ha collezionato 215 presenze totali e 3.948 punti in massima serie.
Da allenatore ha conquistato la Coppa delle Coppe con la Partenope Napoli nel 1970. Ha centrato 5 promozioni dalla Serie A2 alla Serie A1: tre con la Reyer Venezia Mestre (1976, 1981, 1986), una a testa con Viola Reggio Calabria (1989) e Pallacanestro Pavia (1991).

## Carriera

### Giocatore

#### Club
Inizia a giocare nel 1950 nelle file dell'Agi Gorizia, e nel 1954 si trasferisce alla Pallacanestro Varese. Rimane in Lombardia fino al 1962, anno del ritiro. Con Varese vince il campionato 1960-1961.
È stato il miglior marcatore della Serie A nella stagione 1954-1955, grazie ai 527 punti realizzati.

#### Nazionale
A 18 anni fa il suo esordio con la Nazionale, partecipando agli Europei del 1953. In totale disputerà 22 presenze, realizzando 52 punti.

### Allenatore
Alla fine della carriera agonistica ha proseguito la propria attività come allenatore nel 1963, diventando poi uno dei più longevi coach italiani. Con la Partenope Napoli Basket vince la Coppa delle Coppe nel 1970. Ha conquistato 5 promozioni in Serie A1 con Reyer Venezia Mestre, Viola Reggio Calabria e Pallacanestro Pavia.
Nel 2008 il Consiglio Federale FIP lo ha nominato Allenatore Benemerito di Eccellenza, come riconoscimento alla sua carriera.
Nel gennaio 2011 entra a far parte dell'Italia Basket Hall of Fame.

## Palmarès

Zorzi nel 1969

### Giocatore
- Campionato italiano: 1

Pall. Varese: 1960-1961

### Allenatore
- Coppa delle Coppe: 1

Partenope Napoli: 1969-1970
- Promozioni in Serie A1: 5

Reyer Venezia Mestre: 1976, 1981, 1986
Viola Reggio Calabria: 1989
Pallacanestro Pavia: 1991